# دهستان موسی‌آباد
دهستان موسی‌آباد نام دهستانی در بخش مرکزی شهرستان دهاقان، استان اصفهان در ایران است.

## جمعیت
براساس سرشماری مرکز آمار ایران در سال ۱۳۸۵، جمعیت آن ۵۹۸۹ نفر (۱۷۳۲ خانوار) بوده‌است. بر اساس سرشماری عمومی نفوس و مسکن (۱۳۹۵) جمعیت دهستان موسی‌آباد 1073 نفر می‌باشد که با نسبت جنسیِ 102/5، 543 نفر آن را مردان و 530 نفر آن را زنان در قالب 383 خانوار با بُعد 2/8 نفر تشکیل می‌دهند. بخش عمده‌ای از این کاهش جمعیت دهستان بر اثر شهر شدن سکونتگاه موسی‌آباد است که امروزه با نام شهر گلشن شناخته می‌شود و آمار جمعیت آن نیز به تبع از دهستان موسی‌آباد تفکیک گشته است.